# Dòng điện
Dòng điện là một dòng các hạt mang điện, chẳng hạn như electron hoặc ion, di chuyển qua một chất dẫn điện hoặc qua một không gian. Nó được đo bằng tốc độ ròng của dòng điện tích qua một bề mặt hoặc vào một control volume.:2:622 Các hạt chuyển động được gọi là phần tử mang điện, có thể là một trong nhiều loại hạt khác nhau, tùy thuộc vào chất dẫn điện. Trong mạch điện, hạt mang điện thường là các electron chuyển động trong dây dẫn. Trong chất bán dẫn, chúng có thể là Electron hoặc lỗ trống. Trong chất điện li, các hạt mang điện là các ion, trong khi ở plasma, một chất khí bị ion hóa, chúng là các ion và Electron.
Đơn vị SI của dòng điện là ampe, hoặc amp (ký hiệu: A), là dòng điện tích chạy qua một bề mặt với tốc độ một coulomb mỗi giây.:15 Dòng điện được đo bằng dụng cụ gọi là ampe kế.:788
Dòng điện tạo ra từ trường, được sử dụng trong động cơ, máy phát điện, cuộn cảm và máy biến áp. Trong các dây dẫn thông thường, chúng gây ra Joule heating, tạo ra ánh sáng trong bóng đèn sợi đốt. Dòng điện thay đổi theo thời gian phát ra sóng điện từ, được sử dụng trong viễn thông để phát thông tin.

## Ví dụ
- Sét là một dòng điện mạnh, gồm các ion hay electron di chuyển bởi lực Culông giữa các đám mây mang điện trái dấu, hoặc giữa đám mây tích điện và mặt đất,
- Gió Mặt Trời, là các điện tích bay ra từ Mặt Trời, khi rơi vào khí quyển Trái Đất có thể gây ra hiện tượng cực quang.
- Trong điện tử học, dòng điện có thể là dòng chuyển động của electron trong dây dẫn điện kim loại, trong các điện trở, hay là dòng chuyển động của các ion trong pin, hay dòng chảy của các hố điện tử trong vật liệu bán dẫn.
- Trong plasma, các electron, ion âm và dương có thể di chuyển tự do, và sẽ di chuyển thành dòng, khi nằm trong điện trường.

## Quy ước

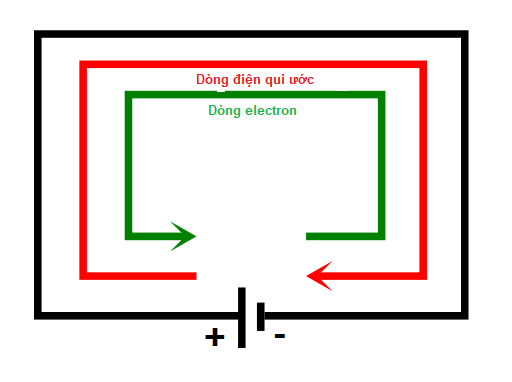
Dòng điện được quy ước là dòng chuyển dời có hướng của các điện tích dương. Khi đó trong mạch điện có dây dẫn kim loại, electron là các hạt mang điện, dòng electron có độ lớn bằng với độ lớn của dòng diện và có chiều ngược với chiều của dòng điện trong mạch.

Trong vật liệu dẫn, các hạt tích điện có khả năng dịch chuyển tạo ra dòng điện được gọi là các hạt mang điện. Trong kim loại, chất dẫn điện phổ biến nhất, các hạt nhân tích điện dương không thể dịch chuyển, chỉ có các Electron tích điện âm có khả năng di chuyển tự do trong vùng dẫn, do đó, trong kim loại các electron  là các hạt mang điện. Trong các vật liệu dẫn khác, ví dụ như các chất bán dẫn, hạt mang điện có thể tích điện dương hay âm phụ thuộc vào chất pha. Hạt mang điện âm và dương có thể cùng lúc xuất hiện trong vật liệu, ví dụ như trong dung dịch điện ly ở các pin điện hóa.
Dòng điện được quy ước là dòng chuyển dời có hướng của các điện tích dương, chính vì thế, trong mạch điện với dây dẫn kim loại, các electron tích điện âm dịch chuyển ngược chiều với chiều của dòng điện trong dây dẫn.
Do dòng điện trong dây dẫn có thể dịch chuyển theo bất kì chiều nào, khi có 1 dòng điện {\displaystyle I} trong mạch, hướng của dòng điện qui ước cần được đánh dấu, thường là bằng mũi tên trên sơ đồ mạch điện. Đây gọi là hướng tham chiếu của dòng điện {\displaystyle I}, nếu dòng điện di chuyển ngược hướng tham chiếu thì {\displaystyle I} có giá trị âm.
Khi phân tích dòng điện, hướng thực tế của dòng điện qua một thành phần của mạch điện thường chưa biết. Chính vì thế, hướng tham chiếu cần được nêu rõ. Khi một mạch điện đã được đánh dấu hoàn thiện, giá trị âm có nghĩa dòng điện thực tế ngược với hướng của dòng tham chiếu. Trong mạch điện, hướng tham chiếu thường được chọn là hướng nối đất. Đa phần các trường hợp thì nó đúng với hướng di chuyển thực tế của dòng điện trong mạch, vì hầu hết các mạch điện, điện thế áp vào mạch là dương so với đất.

## Cường độ dòng điện
Cường độ dòng điện qua một tiết diện được định nghĩa là lượng điện tích di chuyển qua tiết diện đó trong một đơn vị thời gian. Nó thường được ký hiệu bằng chữ I, từ chữ tiếng Pháp Intensité, nghĩa là cường độ. Trong hệ SI, cường độ dòng điện có đơn vị ampe.
{\displaystyle I={\frac {Q}{t}}=(q_{1}+q_{2}+q_{3}+...+q_{n})/t}

### Cường độ dòng điện trung bình
Cường độ dòng điện trung bình trong một khoảng thời gian được định nghĩa bằng thương số giữa điện lượng chuyển qua bề mặt được xét trong khoảng thời gian đó và khoảng thời gian đang xét.
{\displaystyle I_{tb}={\Delta Q \over \Delta t}}
Trong đó,
- I tb là cường độ dòng điện trung bình, đơn vị là A (ampe)
- ΔQ là điện lượng chuyển qua tiết diện được xét trong khoảng thời gian Δt, đơn vị là C (coulomb)
- Δt là khoảng thời gian được xét, đơn vị là s (giây)

### Cường độ dòng điện tức thời
Khi khoảng thời gian được xét vô cùng nhỏ, ta có cường độ dòng điện tức thời:
{\displaystyle I={dQ(t) \over dt}}
Đơn vi ̣đo của điện tích [q] = [Coulomb] ; [t] = [s] ; [ i ] = [A]

## Tốc độ dòng điện
Dòng điện chảy theo một hướng, nhưng các điện tích đơn lẻ trong dòng chảy này không nhất thiết chuyển động thẳng theo dòng. Ví dụ như trong kim loại, electron chuyển động zigzag, va đập từ nguyên tử này sang nguyên tử kia; chỉ nhìn trên tổng thể mới thấy xu hướng chung là chúng bị dịch chuyển ngược chiều của điện trường.
Tốc độ di chuyển vĩ mô của các điện tích có thể tìm được qua công thức
{\displaystyle I=n.A.v.q}
Với:
{\displaystyle I} là cường độ dòng điện.
{\displaystyle n} là số hạt tích điện trong một đơn vị thể tích.
{\displaystyle A} là diện tích mặt cắt của dây dẫn điện.
{\displaystyle v} là tốc độ di chuyển vĩ mô của các hạt tích điện.
{\displaystyle q} là điện tích của một hạt tích điện.
Ví dụ, một dây đồng với diện tích mặt cắt bằng 0.5 mm2, mang dòng điện có cường độ 5 A, sẽ có dòng electron di động với tốc độ vĩ mô là vài millimét trên giây. Ví dụ khác, các electron chuyển động trong bóng hình của tivi theo đường gần thẳng với tốc độ cỡ 1/10 tốc độ ánh sáng.
Tốc độ di chuyển vĩ mô của dòng điện không nhất thiết phải là tốc độ truyền thông tin của nó. Tốc độ truyền thông tin của dòng điện trong dây đồng nhanh gần bằng tốc độ ánh sáng. Đó là do, theo lý thuyết điện động lực học lượng tử, các electron truyền tương tác với nhau thông qua photon, hạt chuyển động với vận tốc ánh sáng. Sự di chuyển, có thể là chậm chạp, của một electron ở một đầu dây, sẽ nhanh chóng được biết đến bởi một electron ở đầu dây kia, thông qua tương tác này. Điều này cũng giống như khi đầu tàu hỏa chuyển động với vận tốc nhỏ (ví dụ vài cm/s), gần như ngay lập tức toa cuối cùng của đoàn tàu cũng nhận được thông tin và chuyển động theo. Chuyển động tổng thể của đoàn tàu là chậm, nhưng thông tin lan truyền dọc theo đoàn tàu rất nhanh (vào cỡ tốc độ âm thanh lan truyền dọc theo tàu).

## Định luật Dòng điện

### Định luật Ohm

V, I và R là các đại lượng đặc trưng của định luật Ohm

Định luật Ohm nói rằng cường độ dòng điện chạy qua một điện trở (hoặc các thiết bị Ôm) tuân theo:
{\displaystyle I={\frac {U}{R}}}
Với
{\displaystyle I} là cường độ dòng điện ({\displaystyle A})
{\displaystyle U} là hiệu điện thế giữa 2 đầu đoạn mạch ({\displaystyle V})
{\displaystyle R} là điện trở ({\displaystyle \Omega })

### Định luật Ohm vi phân
Ngoài ra, để xét đến trạng thái dòng điện tại từng yếu tố vi phân của dòng điện, người ta còn dùng 1 dạng khác của định luật Ohm đó là định luật Ohm vi phân:
{\displaystyle j=\sigma E={\frac {E}{\rho }}}
Với:
{\displaystyle j={\frac {dI}{dS}}} là mật độ dòng điện ({\displaystyle A.m^{-2}})
{\displaystyle \sigma ={\frac {1}{\rho }}} là độ dẫn điện ({\displaystyle \Omega ^{-1}.m^{-1}})
{\displaystyle E} là cường độ điện trường ({\displaystyle V.m^{-1}})

### Định luật Watt
{\displaystyle P=IU=I^{2}R={\frac {U^{2}}{R}}}

### Dòng điện của dẫn điện
|          | Hình | Công thức                        |
| Điện trở |      | {\displaystyle I={\frac {V}{R}}} |
| Cuộn cảm |      | {\displaystyle I={\frac {B}{L}}} |
| Tụ điện  |      | {\displaystyle I={\frac {Q}{t}}} |

## Các tác dụng của dòng điện

### Tác dụng nhiệt
Khi có dòng điện, hầu hết các vật dẫn điện đều nóng lên. Khi vật dẫn đủ nóng thì thiết bị sẽ hoạt động

### Tác dụng phát sáng
Dòng điện có thể làm sáng ngay một số loại đèn như đèn LED và đèn bút thử điện mà không cần tác dụng nhiệt.

### Tác dụng từ
Dòng điện chạy qua dây dẫn điện sẽ gây ra lực từ lên các nam châm đặt gần nó.

### Tác dụng hóa học
Trong dung dịch điện phân, dòng điện đi qua dung dịch sẽ làm dung dịch bị phân ly thành các ion âm và dương có thể di chuyển giữa hai điện cực.
Tác dụng hóa học của dòng điện là cơ sở của việc mạ điện.

### Tác dụng sinh lý
Dòng điện có tác dụng sinh lý khi đi qua cơ thể người và động vật.

#### Nguy hiểm
Độ nguy hiểm của điện giật phụ thuộc vào cường độ dòng điện, vào thời gian dòng điện chạy qua người, và vào đường đi của dòng điện trên cơ thể người. Nói chung:
- 1 mA gây đau nhói.
- 5 mA gây giật nhẹ.
- 50 đến 150 mA có thể giết chết người, bằng các tác động như rhabdomyolysis (phân hủy cơ), hay làm suy thận cấp (do chất độc của cơ bị phân hủy đi vào máu).
- 1 đến 4 A gây loạn nhịp tim, và lưu thông máu bị gián đoạn.
- 10 A gây ngừng tim (cầu chì trong gia đình thường tự ngắt ở cường độ dòng này).
- Dòng điện chạy qua tim và não là nguy hiểm nhất.(có thể gây mất mạng)

Đa phần các nguồn điện nguy hiểm có hiệu điện thế ổn định, nên theo định luật Ohm, cường độ dòng điện phụ thuộc vào điện trở trên đường truyền qua người và điện áp tiếp xúc. Đối với dòng lớn, nó phụ thuộc thêm các hệ thống hạn chế dòng lớn trong mạch điện (như cầu chì).
Dòng điện qua người phụ thuộc vào điện trở người. Điện áp tiếp xúc càng cao thì dòng điện qua người càng lớn. Điện trở lớn thì dòng điện nhỏ.
Điện trở của người tùy thuộc vào điều kiện tiếp xúc với dòng điện .
| Điều kiện                                      | Điện trở khi khô ráo   | Điện trở khi ẩm ướt |
| Chạm tay vào dây điện                          | 40.000 Ω - 1.000.000 Ω | 4.000 Ω - 15.000 Ω  |
| Cầm vào dây điện                               | 15.000 Ω - 50.000 Ω    | 3.000 Ω - 5.000 Ω   |
| Cầm vào ống nước                               | 5.000 Ω - 10.000 Ω     | 1.000 Ω - 3.000 Ω   |
| Chạm gan bàn tay vào đường điện                | 3.000 Ω - 8.000 Ω      | 1.000 Ω - 2.000 Ω   |
| Nắm chặt một tay vào ống nước                  | 1.000 Ω - 3.000 Ω      | 500 Ω - 1.500 Ω     |
| Nắm chặt hai tay vào ống nước                  | 500 Ω - 1.500 Ω        | 250 Ω - 750 Ω       |
| Nhúng tay vào nước hay chất lỏng dẫn điện tốt  | -                      | 200 Ω - 500 Ω       |
| Nhúng chân vào nước hay chất lỏng dẫn điện tốt | -                      | 100 Ω - 300 Ω       |
Điện trở cũng thay đổi tùy người, theo giới tính, tuổi, kích thước, điều kiện sức khỏe. Theo bảng trên, nếu xét trường hợp điện trở người trong khoảng 500 Ω đến 1000 Ω thì điện áp khoảng 20 V đến 50 V cũng đủ tạo ra dòng điện cỡ 50 mA và giết chết người.
Tần số dòng điện càng cao (trên 500 Hz) càng ít nguy hiểm vì dòng điện chỉ đi ngoài da và không làm co cơ bắp. Dòng điện có tần số từ 25–100 Hz là dòng điện nguy hiểm
Lợi ích
Dòng điện một chiều với cường độ cỡ mA khi truyền qua cơ thể gây nên những tác dụng sinh lý đặc biệt sau: 
- làm giảm ngưỡng kích thích của sợi cơ vận động
- giảm tính đáp ứng của thần kinh cảm giác do đó giảm đau
- gây giãn mạch ở phần cơ thể giữa hai điện cực
- tăng cường khả năng dinh dưỡng của vùng có dòng điện đi qua.

Các tác dụng của dòng điện qua cơ thể được ứng dụng trong châm cứu hay điện châm và là cơ sở của liệu pháp Galvani, trong đó người ta đưa dòng điện một chiều cường độ tới hàng chục mA vào cơ thể và kéo dài nhiều phút. Tuy nhiên trong những trường hợp tai biến bất ngờ, điện tác dụng lên cơ thể quá những mức độ mà cơ thể có thể chịu đựng được. Lúc đó điện trở thành một mối nguy hiểm cho sức khoẻ và tính mạng con người.
Đối với những bệnh nhân khi tim đã ngừng đập người ta có thể dùng liệu pháp sốc điện để cố gắng kích thích tim đập lại với hy vọng duy trì sự sống.

## Dòng điên trong các môi trường đặc biệt

### Kim loại
Dòng điện trong kim loại là dòng dịch chuyển có hướng của các electron tự do ngược chiều điện trường.
Chuyển động nhiệt của mạng tinh thể cản trở chuyển động có hướng của các electron tự do làm cho điện trở suất của kim loại phụ thuộc vào nhiệt độ. Khi nhiệt độ tăng thì điện trở suất của kim loại tăng.
Ở một số kim loại (hợp kim) siêu dẫn, khi nhiệt độ hạ xuống dưới 1 nhiệt độ tới hạn nào đó, điện trở của nó giảm đột ngột đến giá trị bằng 0.

### Chất điện phân
Dòng điện trong các chất điện phân là dòng dịch chuyển có hướng của các ion dương theo chiều điện trường và các ion âm ngược chiều điện trường.
Chất điện phân không dẫn điện tốt bằng kim loại do:
- Mật độ các ion trong chất điện phân thường nhỏ hơn mật độ các electron tự do trong kim loại.
- Khối lượng và kích thước của các ion lớn hơn khối lượng và kích thước của các electron khiến tốc độ của các ion cũng nhỏ hơn.
- Môi trường dung dịch hỗn loạn gây cản trở mạnh chuyển động của các ion

### Chất khí
Chất khí thường là chất cách điện do không có các phần tử mang điện tích. Muốn cho các chất khí dẫn điện, cần có các tác nhân ion hóa để tạo ra các hạt mang điện.
Dòng điện trong chất khí là dòng dịch chuyển có hướng của các ion dương theo chiều điện trường và các ion âm, electron ngược chiều điện trường.
Trong các hạt mang điện, các ion dương chuyển động cùng chiều với điện trường, các ion âm và các electron chuyển động ngược chiều điện trường.

### Chân không
Chân không lí tưởng là một môi trường trong đó không có một phân tử khí nào. Nó không chứa hạt tải điện nên không dẫn điện. Muốn tạo ra dòng điện chạy giữa 2 điện cực, ta phải đưa các electron vào trong đó.
Dòng điện trong chân không là dòng dịch chuyển có hướng của các electron được đưa vào khoảng chân không đó dưới tác dụng của điện trường.

### Chất bán dẫn
Dòng điện trong chất bán dẫn là dòng chuyển dời có hướng của các electron tự do và các lỗ trống.
Các lỗ trống chuyển động thuận chiều điện trường, các electron chuyển động ngược chiều điện trường.
Điện trở suất ρ của bán dẫn có giá trị trung gian giữa kim loại và điện môi. Điện trở suất của bán dẫn tinh khiết giảm mạnh khi nhiệt độ tăng. Do đó ở nhiệt độ thấp, bán dẫn dẫn điện rất kém (giống như điện môi), còn ở nhiệt độ cao, bán dẫn dẫn điện khá tốt (giống như kim loại). Tính chất điện của bán dẫn phụ thuộc rất mạnh vào các tạp chất có mặt trong tinh thể.

## Dòng điện và từ
- , Theo định luật Ampere, mọi dòng điện đều gây ra từ trường

Khi dòng điện chạy trong một dây dẫn điện, từ trường sinh ra có dạng vòng tròn bao quanh cộng dây thẳng dẫn điện có dòng điện khác không
- Mọi dòng điện đều chịu lực tương tác khi nằm trong từ trường.

Lý do là các điện tích chuyển động trong từ trường chịu lực Lorentz.
- Hướng của lực từ và hướng dòng điện được xác định theo quy tắc bàn tay phải.

## Đo dòng điện
Xem thêm bài ampe kế
Cường độ dòng điện có thể được đo trực tiếp bằng Gavanô kế, tuy nhiên phương pháp này đòi hỏi phải mở mạch điện ra để lắp thêm ampe kế vào. Cường độ dòng điện có thể được đo mà không cần mở mạch điện ra, bằng việc đo từ trường sinh ra bởi dòng điện. Các thiết bị đo kiểu này gồm các đầu dò hiệu ứng Hall, các kẹp dòng và các cuộn Rogowski.

## Mật độ dòng điện
Mật độ dòng điện (ký hiệu là {\displaystyle \sigma }) được quy ước là dòng điện chạy qua 1 mm² tiết diện dây dẫn.
{\displaystyle \sigma ={\frac {dI}{dS}}}
Phụ tải lâu dài của dây đồng và dây nhôm có bọc cách điện
| Đường kính, mm | Tiết diện, mm² | Dòng điện cho phép của dây đồng A | Dòng điện cho phép của dây nhôm A | Dây chảy cầu chì là dây đồng, A |
| -------------- | -------------- | --------------------------------- | --------------------------------- | ------------------------------- |
| 0,96           | 0,75           | 13                                | 13                                | 4                               |
| 1,1            | 1              | 16                                | 16                                | 6                               |
| 1,4            | 1,5            | 20                                | 16                                | 10                              |
| 1,8            | 2,5            | 27                                | 21                                | 15                              |
| 2,25           | 4              | 35                                | 28                                | 20                              |
| 2,75           | 6              | 45                                | 37                                | 25                              |
| 3,5            | 10             | 65                                | 51                                | 35                              |
| 4,5            | 16             | 86                                | 68                                | 50                              |
| 5,6            | 25             | 115                               | 90                                | 60                              |
Mật độ dòng điện có ý nghĩa trong thiết kế mạch điện, trong điện tử học. Các thiết bị tiêu thụ điện thường bị nóng lên khi có dòng điện chạy qua, và chỉ hoạt động tốt dưới một mật độ dòng điện an toàn nào đấy; nếu không chúng sẽ bị nóng quá, chảy hoặc cháy. Ngay cả trong vật liệu siêu dẫn, nơi điện năng không bị chuyển hóa thành nhiệt năng, mật độ dòng điện lớn quá có thể tạo ra từ trường quá mạnh, phá hủy trạng thái siêu dẫn.

## Các đơn vị điện từ trong SI
| Các đơn vị điện từ học SI- x - t - s | Các đơn vị điện từ học SI- x - t - s  | Các đơn vị điện từ học SI- x - t - s | Các đơn vị điện từ học SI- x - t - s | Các đơn vị điện từ học SI- x - t - s |
| Ký hiệu[6]                           | Tên đại lượng                         | Tên đơn vị                           | Ký hiệu                              | Đơn vị cơ sở                         |
| ------------------------------------ | ------------------------------------- | ------------------------------------ | ------------------------------------ | ------------------------------------ |
| E                                    | năng lượng                            | joule                                | J                                    | kg⋅m2⋅s−2 = C⋅V                      |
| Q                                    | điện tích                             | coulomb                              | C                                    | A⋅s                                  |
| I                                    | cường độ dòng điện                    | ampere                               | A                                    | A = W/V = C/s                        |
| J                                    | mật độ dòng điện                      | ampere trên mét vuông                | A/m2                                 | A⋅m−2                                |
| ΔV; Δφ; ε                            | hiệu điện thế; điện áp; lực điện động | volt                                 | V                                    | J/C = kg⋅m2⋅s−3⋅A−1                  |
| R; X; Z                              | điện trở; điện kháng; trở kháng       | ohm                                  | Ω                                    | V/A = kg⋅m2⋅s−3⋅A−2                  |
| ρ                                    | điện trở suất                         | ohm mét                              | Ω⋅m                                  | kg⋅m3⋅s−3⋅A−2                        |
| P                                    | công suất điện                        | watt                                 | W                                    | V⋅A = kg⋅m2⋅s−3                      |
| C                                    | điện dung                             | farad                                | F                                    | C/V = kg−1⋅m−2⋅A2⋅s4                 |
| ΦE                                   | điện thông                            | volt mét                             | V⋅m                                  | kg⋅m3⋅s−3⋅A−1                        |
| E                                    | cường độ điện trường                  | volt trên mét                        | V/m                                  | N/C = kg⋅m⋅A−1⋅s−3                   |
| D                                    | trường điện dịch                      | coulomb trên mét vuông               | C/m2                                 | A⋅s⋅m−2                              |
| ε                                    | độ điện thẩm                          | farad trên mét                       | F/m                                  | kg−1⋅m−3⋅A2⋅s4                       |
| χe                                   | độ cảm điện                           | (không thứ nguyên)                   | 1                                    | 1                                    |
| G; B; Y                              | điện dẫn; điện nạp; dẫn nạp           | siemens                              | S                                    | Ω−1 = kg−1⋅m−2⋅s3⋅A2                 |
| κ, γ, σ                              | điện dẫn suất                         | siemens trên mét                     | S/m                                  | kg−1⋅m−3⋅s3⋅A2                       |
| B                                    | mật độ từ thông, cảm ứng từ           | tesla                                | T                                    | Wb/m2 = kg⋅s−2⋅A−1 = N⋅A−1⋅m−1       |
| Φ, ΦM, ΦB                            | từ thông                              | weber                                | Wb                                   | V⋅s = kg⋅m2⋅s−2⋅A−1                  |
| H                                    | cường độ từ trường                    | ampere trên mét                      | A/m                                  | A⋅m−1                                |
| L, M                                 | tự cảm                                | henry                                | H                                    | Wb/A = V⋅s/A = kg⋅m2⋅s−2⋅A−2         |
| μ                                    | từ thẩm                               | henry trên mét                       | H/m                                  | kg⋅m⋅s−2⋅A−2                         |
| χ                                    | độ cảm từ                             | (không thứ nguyên)                   | 1                                    | 1                                    |